# Ferogdates
Ferogdates (em grego: Φερογδάτης; romaniz.: Pherogdátes) foi um oficial sassânida do século VI, ativo durante o reinado do xá Cosroes I (r. 531–579). Aparece no inverno de 578/579, quando foi enviado à corte de Constantinopla para negociar a paz com o imperador Tibério II (r. 574–582). Enquanto estava na corte imperial, os emissários bizantinos Zacarias e Teodoro aguardavam-o na fronteira. Ele retornou à Pérsia com as propostas de paz de Tibério.